# جاي في. كونينغهام
جاي في. كونينغهام (بالإنجليزية: J. V. Cunningham)‏ هو شاعر أمريكي، ولد في 23 أغسطس 1911 في كمبرلاند في الولايات المتحدة، وتوفي في 30 مارس 1985 في والثام في الولايات المتحدة.

## وصلات خارجية
- جاي في. كونينغهام على موقع الموسوعة البريطانية (الإنجليزية)